# Adam Strange
Adam Strange és un personatge de ficció de còmic i un superheroi de l'univers DC. Creat pel guionista Gardner Fox i el dibuixant Mike Sekowsky va tenir la seua primera aparició en el Showcase, número 17 (Novembre 1958). Adam Strange és una reminiscència de John Carter, personatge creat per Edgar Rice Burroghs. Ambdós tenen l'origen en el fet que són misteriosament transportats a un planeta llunyà on esdevenen herois. En el cas de Carter aquest planeta fou Mart, mentre que Adam Strange va ser transportat a Rann, tot i que les històries de John Carter descriuen un tipus d'aventura més crua que inclou espases, acció, nus i vessament de sang. Aquests elements no apareixen en les històries d'Adam Strange.

## Biografia de ficció
Adam Strange, era un arqueòleg brillant que estudiava les restes del passat, quan explorava la ciutat d'una tribu peruana, i els va ofendre fins al punt d'anar-li la vida, en un moment de desesperació i sense cap més sortida, Adam Strange es va llançar per un precipici. Però tot seguit va desaparèixer envoltat per una resplendor de llum. Un raig Zeta provinent del sistema solar Alfa-Centauri, que estava dissenyat com a mitja de transport de la terra fins a un planeta llunyà anomenat Rann, va ser-ne la causa.
Adam Strange, es va materialitzar al planeta Rann, i va rebre els cuidats de la filla de l'inventor del raig Zeta, la bella Alanna. Entre l'Adam i Alanna es va produir un amor a primera vista, que va donar els seus fruits amb el naixement d'una filla de nom Aleea.
A Ranagar, la capital de planeta és on en el moment actual està vivint amb la seva muller i la filla d'ambdós. Des d'aquest planeta, combat als malfactors de tot l'univers, i protegeix el planeta on viu.